# Svatá Serena
Svatá Serena byla ve 3. století křesťanská mučednice.
Podle Skutků sv. Marcela a sv. Zuzany od Caesara Baronia a starých Martyrologií byla manželkou císaře Diocletiana. Při pronásledování křesťanů vyhlášeném jejím manželem pomáhala bránit křesťany a sama byla později zajata a umučena. Podle historických pramenů je manželkou Diocletiana uváděna Prisca což by znamenalo že Serena byla jeho manželkou před Priscou či po Prisce.
V současném martyrologiu není uvedena z důvodu nepotvrzené historicity její osoby. V minulých martyroloziích byla psáno;
V Římě, svatá Serena, manželka Diocletiana.

Její svátek se slavil 16. srpna.